# Rafael Gómez Company
Rafael Gómez Company (Ciutat de València, València, 5 de gener de 1974), futbolista valencià. Jugava com a porter i es va retirar en 2004 després d'una lesió en el seu dit polze.

## Clubs
| Club                 | País          |
| -------------------- | ------------- |
| València CF Mestalla | País Valencià |
| Racing de Ferrol     | Espanya       |
| SD Compostela        | Espanya       |
| Llevant UE           | País Valencià |
| Lorca Deportiva CF   | Espanya       |